# Tolhuis (Tiel)
Het Tolhuis was een kasteel in de Nederlandse stad Tiel, provincie Gelderland. Van het kasteel zijn geen zichtbare resten overgebleven.

## Geschiedenis
In 1202 was de Burcht van Tiel verwoest. Als nieuwe verblijfplaats liet de Brabantse hertog eind 13e eeuw een hof bouwen, dat later bekend zou komen te staan als Hof van Arkel. In 1339 ging de macht in Tiel over naar de hertogen van Gelre. Hertog Reinald II liet door Jan Moliard, proost en raadsman van de hertog, een nieuw kasteel bouwen. Dit kwam uiterlijk rond 1356 gereed. Het diende niet alleen als tolhuis voor de naastgelegen rivier de Waal, maar het was ook een dwangburcht tegen de stad Tiel.
In 1465 bouwden de Cellebroeders een klein klooster tegen het Tolhuis aan. De kloosterkapel diende tegelijkertijd als kerk voor de bezetting in het Tolhuis. In 1552 verkochten de broeders overigens al hun bezittingen en vertrokken uit Tiel.
Hertog Karel van Gelre raakte in 1505 Tiel kwijt aan de Habsburgers, maar verkreeg in 1512 weer de controle over de stad. Hij liet Tiel uitbouwen tot een sterke vesting en stelde Hendrik Kollart van Lynden aan als commandant van Tiel. In 1522 liet Hendrik voor zichzelf een woning bouwen binnen de veilige muren van het Tolhuis.

### Opstand
De hoge kosten van de oorlogen die hertog Karel voerde, zorgden voor veel onvrede onder de bewoners en in 1537 kwamen de inwoners van Tiel in opstand. Zij namen het Tolhuis in en sloopten vervolgens het merendeel van de gebouwen. Slechts enkele gebouwtjes bleven overeind staan.
In 1542 wilde de stad Tiel de grond van het voormalige kasteelterrein gaan verdelen. Een jaar later kwam echter keizer Karel V aan de macht, waarna er tussen Tiel en het Hof van Gelre een conflict ontstond over het eigendom van het voormalige Tolhuis. Claas Vijgh, dijkgraaf en ambtman van de Nederbetuwe, wist de pogingen van het Hof enige tijd te frustreren. Om de rechten op de grond in kaart te brengen liet het Hof in 1563 een inventarisatie maken van het kasteelterrein, en ze wezen het terrein toe aan raadsman Jacob Pieck. Hij zou de burcht weer kunnen herbouwen, maar door het uitbreken van de opstand tegen Spanje en de Tachtigjarige Oorlog is er niets van terecht gekomen. Wel werd de locatie nog gebruikt om de tolgelden op de Waal te innen.

### Hergebruik van het kasteelterrein
Na de opstand van 1537 was het kasteelterrein grotendeels braakliggend. Slechts enkele gebouwen waren gespaard gebleven. Van deze gebouwen is vrijwel alles uiteindelijk alsnog verdwenen.
Stadhouderswoning
Een van de gespaarde gebouwen was de stadhouderswoning uit 1522. Deze woning werd na 1537 als woonhuis gebruikt en diverse malen verbouwd. Van het oorspronkelijke 16e-eeuwse pand bleven uiteindelijk alleen de kelders behouden. Begin 21e eeuw is het toenmalige huis gesloopt.
Kapel
De Cellebroeders bouwden in 1465 een klein klooster naast het Tolhuis, met een kapel die tevens door het Tolhuis kon worden gebruikt als kerk. Na het vertrek van de broeders in 1552 werden de gebouwen gebruikt voor andere doeleinden. Zo werd er eind 18e eeuw een oliemolen gebouwd en verrees in 1851 op de plek van de kapel een woonhuis.
Poorten
De poort langs de Waal werd in de 16e eeuw dichtgemetseld om als waterkering te dienen. Sindsdien maakt de voormalige poort deel uit van de Tolhuiswal. De toegangspoort vanuit de stad is in 1870 afgebroken.
Molen
In 1590 werd de houten Gasthuismolen vanaf zijn oude locatie buiten de stad, verplaatst naar het voormalige kasteelterrein. In 1722 werd de houten molen vervangen door een exemplaar van steen. In 1905 werd deze molen gesloopt.

## Beschrijving
Het Tolhuis lag aan de oostzijde van de middeleeuwse stadskern waar anno 2022 zich onder andere de Tolhuisstraat bevindt. Het kasteel was tegen de stadsmuur aan gebouwd en beschikte over een eigen toegangspoort richting de stad. Aan de Waalzijde was er een poort om de tolgelden te kunnen innen van de aanleggende schepen. Er was sprake van een voorburcht, een grote zaal en drie torens, waarvan een een zware verdedigingstoren was.
Een anonieme tekening uit 1563, gemaakt in opdracht van het Hof en de Rekenkamer van Gelre, toont het verwoeste kasteel met enkele gespaarde gebouwtjes, waaronder de stadhouderswoning.
Aalst · Aardenburg · Acquoy · Aerdt · Agistaldaburg · Ahof · Aldenhaag · Aller · Ambe · Ammersoyen · Ampsen · Andelst · Angeroyen · Appelburg · Appelse walburg · Appeltern · Arler · Baak · Babberich · Baer · Baerle · Bakerbosch · Balgoij · Barlham · Batenburg · Beek · Beerenclaauw · Bemmel · Bevervoorde · Bergh · Biljoen · Bingerden · Blankenborg (Laren) · Blankenborg · Blauwe Huis · Blokhuis (Ravenswaaij) · Boelenham · Boetselaersborg · Borculo · Boswaai · Brakel · Den Brakel · Den Bramel · Bredevoort · Broekhuizen · Bronkhorst · Bruchem · Bruinhorst · Brunsberg · Bulkestein · Bunswaard · Burcht van Tiel · Buren · De Buurse · Byland · Byvanck · Caetshage · Camphuysen · De Cannenburch · de Cloese · Coldenhove · Culemborg · Dedinckweerd · Delwijnen · Didam · Diepenbroek · Hof te Dieren · Huis Dijck · Dikke Tinne · Doddendaal · Dodewaard · Doornenburg · Doornik · Doorwerth · Dooyenburg · Dorth · Doseburg · Drakenburg · Dreumel · Druten · Duivelshuis · Eerbeek · De Ehze · Elburg · Eldrik · Emmerik · Engelenburg · Groot Engelenburg · Engelrode · Enghuizen · Enspijk · De Essenburgh · Essenpas · Est · Fokkinck · Gameren · Geerestein · Geldermalsen · De Gelderse Toren · Geldersweerd · Gellicum · Gendt · Gennepestein · Glindhorst · Goudenstein · ‘s-Grevenhoef · Groot Hell · Groenlo · Groesbeek · Huis te Groesbeek · Grunsfoort · Gulden Spijker · Hackfort · Hackforts Veenhuis · Hagen · Hagevoort · Hamerden · Hanepol · Harreveld · Harslo · Hassink · Het Haveke · Hedel · Heeckeren · De Heegh · Hees · De Heest · Hellouw · Hemmen · Hernen · Motte van Hernen · Heumen · Heusden · Hoekelum · Hoekenburg · De Hoeve · De Hof · Hof d'Ooy · Hof van Arkel · Huis het Holt · Holthuis · Het Holtslag · Ter Horst · Houberg · St. Hubertus · Huissen · Hulhuizen · Hulkestein · Hulsen · Hunneschans bij De Duno · Hunneschans bij Uddel · Jonker Bloo · 't Joppe · De Kamp · Karssenberg · Kemnade · Keppel · Kermestein · Kernhem · Kervel · Kiefskamp · De Kinkelenburg · Klein Enghuizen · Kleverburg · Kortenhoeve · Laag Helbergen · Lakenburg · Landfort · Langen · Latenstein · De Lathmer · Lathum · Ter Lede · Leegpoel · Leemcuyl · Leeuwen · Leeuwenbergh · Lensenburg · Lent · Leur · Leuvenum · Leyenburg · Lichtenvoorde · Lievenstein · Loenen · Loevestein · Loil · Loowaard · Luynhorst · Hof te Maasbommel · Magerhorst · Malburgen · Malderburcht · Malsen · Manhorst · Marhulsen · De Marsch · Marveld · Mathena · Maurik · Medel · Medestein · 't Medler · Meinerswijk · De Mellard · Mensink · Mergelp · Meteren · 't Meyerink · Middachten · Millingen · Mussenberg · Nagelhorst · Nederhagen · Nederhemert · Neerijnen · Huis Neerijnen · De Nesch · Nettelhorst · Nieuwe Blokhuis ·  Nijburg · Nijenbeek · Old Putten · Notenstein · Nye Huis · Olde Spijker · Oldenaller · Oldenhof (Driel) · Oldenhof (Heteren) · De Ooij · Oolde · Oud Oolde · Oosterhout · Ophemert · Opijnen · Oud Ampsen · Oude Blokhuis · Het Oude Loo · Oude Voorst · Oudenborch · Oud-Wisch · Huis te Overasselt · Overeng · Overhagen · Overlaar · 't Oye · Palmestein · De Parck · Persingen · Plekenpol · Ploen · Pluimenburg · Poederoijen · Poelwijck · Poelwijk · De Pol (Dreumel) · Huis de Poll (Huis te Gietelo) · De Poll (Huissen) · Pollenbering · Pollenstein · Puttenstein · Het Raasink · Ravenhorst · De Rees · Ressen · Reuversweerd · Reygersfoort · Rhijnestein · Huis Rijswijk · Rode Toren · Roode Wald · Rosande · Rosendael · Rossum · Rumpt · Ruurlo · Rijsselt · Schadewijk · Schaffelaar · Scherpenzeel · Schoonbroek · Schoonderbeek · Schoonenburg · Schuilenburg · Schuilkerke · Hof te Seelbeek · Sevenaer I · Sevenaer II · Sinderen (Oude IJsselstreek) · Sinderen (Voorst) · Slangenburg · Sleeburg · Slimsijp · De Snor · Soelen · Spaansweerd · Spaldorp · Spijk · Staverden · Sterkenburg · Swanepol · Tarthorst · Teisterbant (Kerk-Avezaath) · Teisterbant (Kerkdriel) · Ter Dicke · Tolhuis · Tolhuis (Tiel) · Tollenburg · Tongerlo · Toren van Wely · Tuil · Ubbergen · Uilenburg (Ewijk) · Uilenburg (Heteren) · Ulenpas · Ulft · Upladen · Valburg · Valkhofburcht · Valkhofpalts · Vanenburg · Varik · Hof te Varsseveld · 't Velde · Velhorst · Verwolde · Vierakker · De Voorst · Voorstonden · Vorden · Vosbergen · Vredenburg · Vredestein (Driel) · Vredestein (Ravenswaaij) · Vuren · Waardenburg · Waddestein · Wadenoijen · Waede · Wageningen · Walfort · 't Waliën · De Wardt · Watergoor · Watermeerwijk · Wayenstein (Huis te Herwijnen) · Well (Huis van Malsen) · Weijenrade · Westenburg · Westerholt · Weurt · De Wiersse · Wijenburg (Echteld) · De Wildenborch · De Wildt · Wilp · Wilperhorst · Winssen · Wisch · Wychen · Wolfswaard · Woolbeek · Yrst · IJzendoorn · Zeeland · Zilveren Spijker · Zuilichem · Zwaluwenburg · Zwanenburg (Heerde) · Zwanenburg (Megchelen)
Burcht van Tiel · Burense Poort · Dampoort · Hof van Arkel · Huchtpoort · Strotoren · Tolhuis · Waterpoort · Westluidense Poort · Zandwijckse Poort